# Kusk

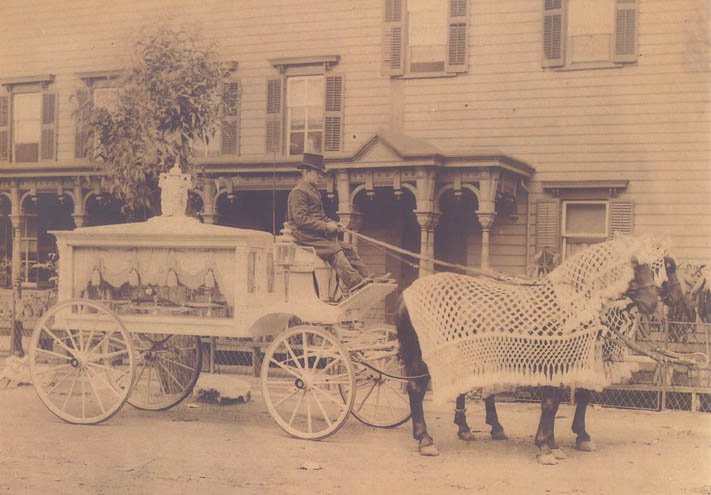
Kusk på hästdragen begravningsvagn omkring år 1900 i USA.

En kusk är den person som kör med häst och vagn (vintertid ibland släde). Förr i världen fanns många yrkeskuskar, både privatanställda i välbärgade familjer och de som körde droska. Travkuskar deltar i travtävlingar. 
Allt eftersom 1800-talet gick ersattes postbefordran via diligens alltmer av postvagnar på tåget, och när praktiskt användbara motorfordon började användas under 1880- och 90-talen började kuskyrket alltmer konkurreras ut av yrkeschaufförer. Den gamla hästdroskans kusk blev en taxibilschaufför, och den privatanställde kusken ersattes av en privatchaufför, medan äldre tiders "likvagn" ersattes av en begravningsbil.
Kusk har sitt etymologiska ursprung i det ungerska ortnamnet Kocs.

## Källor

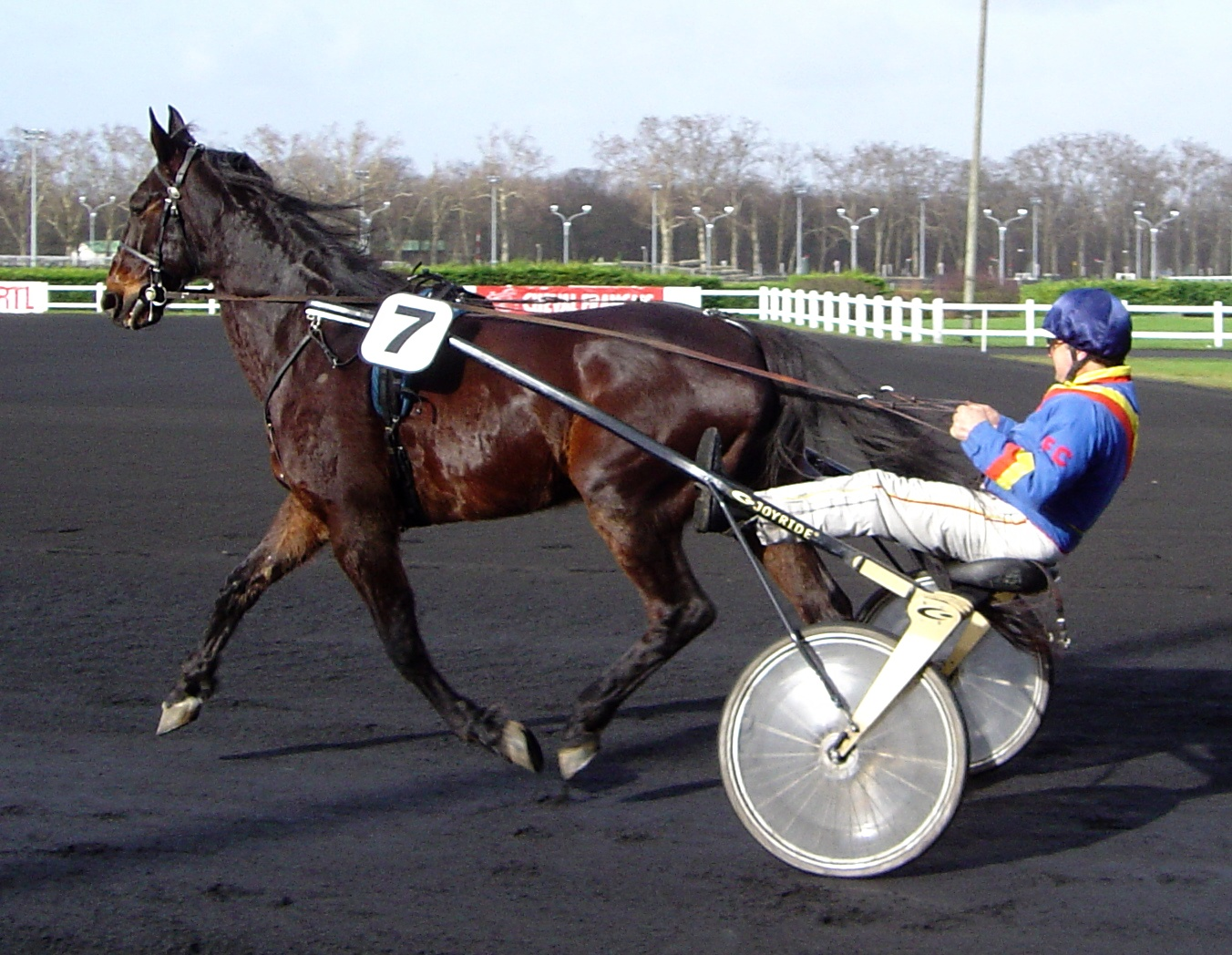
Kusken spelar en betydelsefull roll i travsporten.

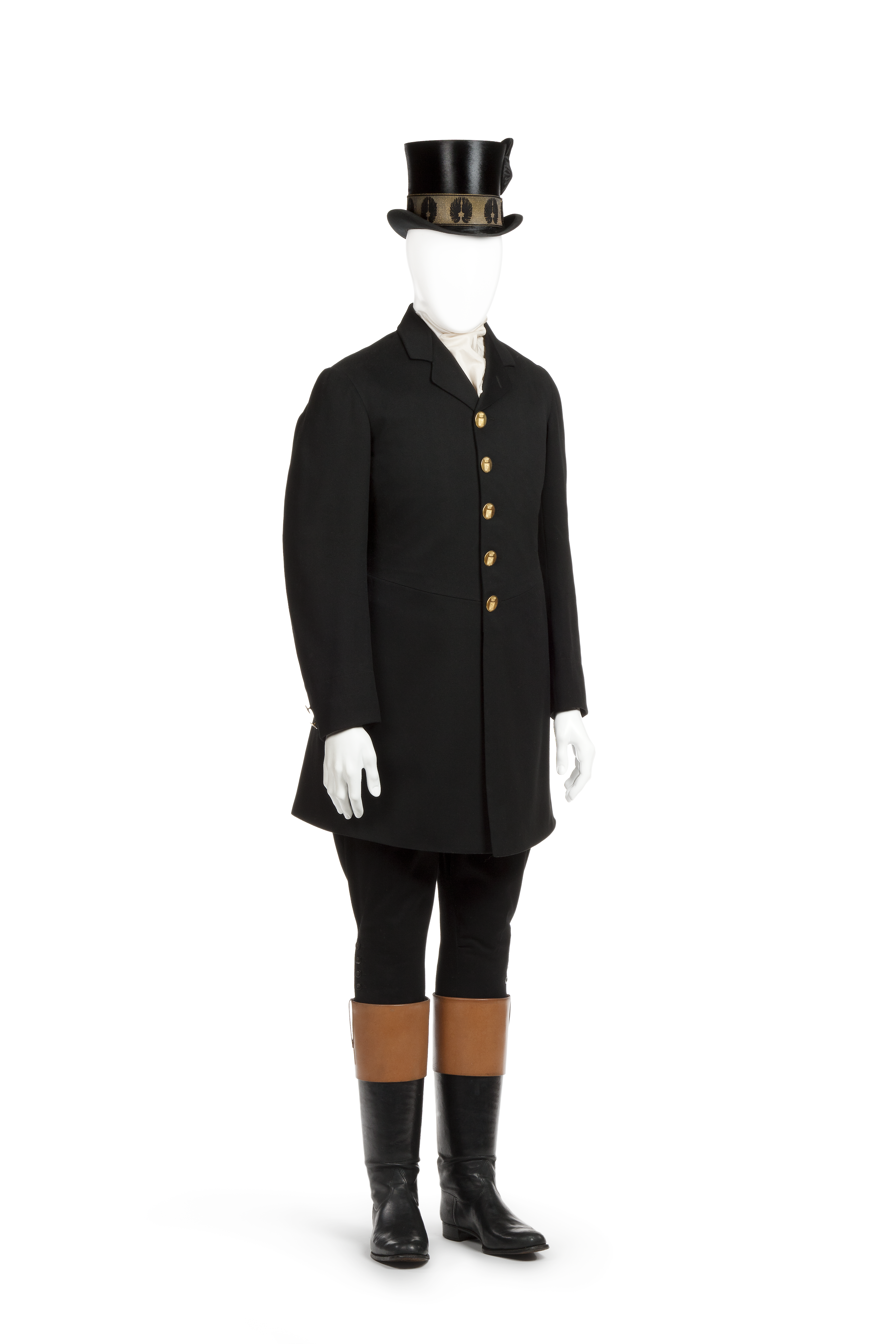
Livré för kusk, Hallwylska museet.